# Museo del Automóvil
El Museo del Automóvil fue un museo localizado en el pueblo San Pablo Tepetlapa, Av. División del Norte 3572 esquina Nezahualpilli Coyoacán al sur de la Ciudad de México, México. El museo comenzó en mayo de 1989 y cerró en diciembre de 2021. La obra estuvo a cargo del Arquitecto Aguinaga. En el museo se exhibieron autos clásicos y antiguos en perfecto estado de conservación. Tuvo una superficie de 4,500 m², de los cuales más de 3,500 albergaron la colección. Contaba con servicio de visitas guiadas los fines de semana para que los visitantes admiraran y conocieran otro ángulo de las maravillosas unidades que se exhibían, así como de la historia de sus fabricantes.

## La Colección
La colección abarcaba más de 120 automóviles de distintas marcas tanto europeas como americanas, incluyendo modelos desde 1904 hasta 2004, y contando con ejemplares de motor a vapor, diésel y gasolina. Dentro de la colección destacan los siguientes autos:
- Packard Dietrich Phaeton Super 8 - 1936
- Stanley Steamer - 1920
- Franklin - 1919
- Oldsmobile - modelo de 1904

El museo fue fundado por Arturo Pérez Gutiérrez, quien falleció el 25 de enero de 2011 a los 90 años de edad.